# Schloss Sickendorf

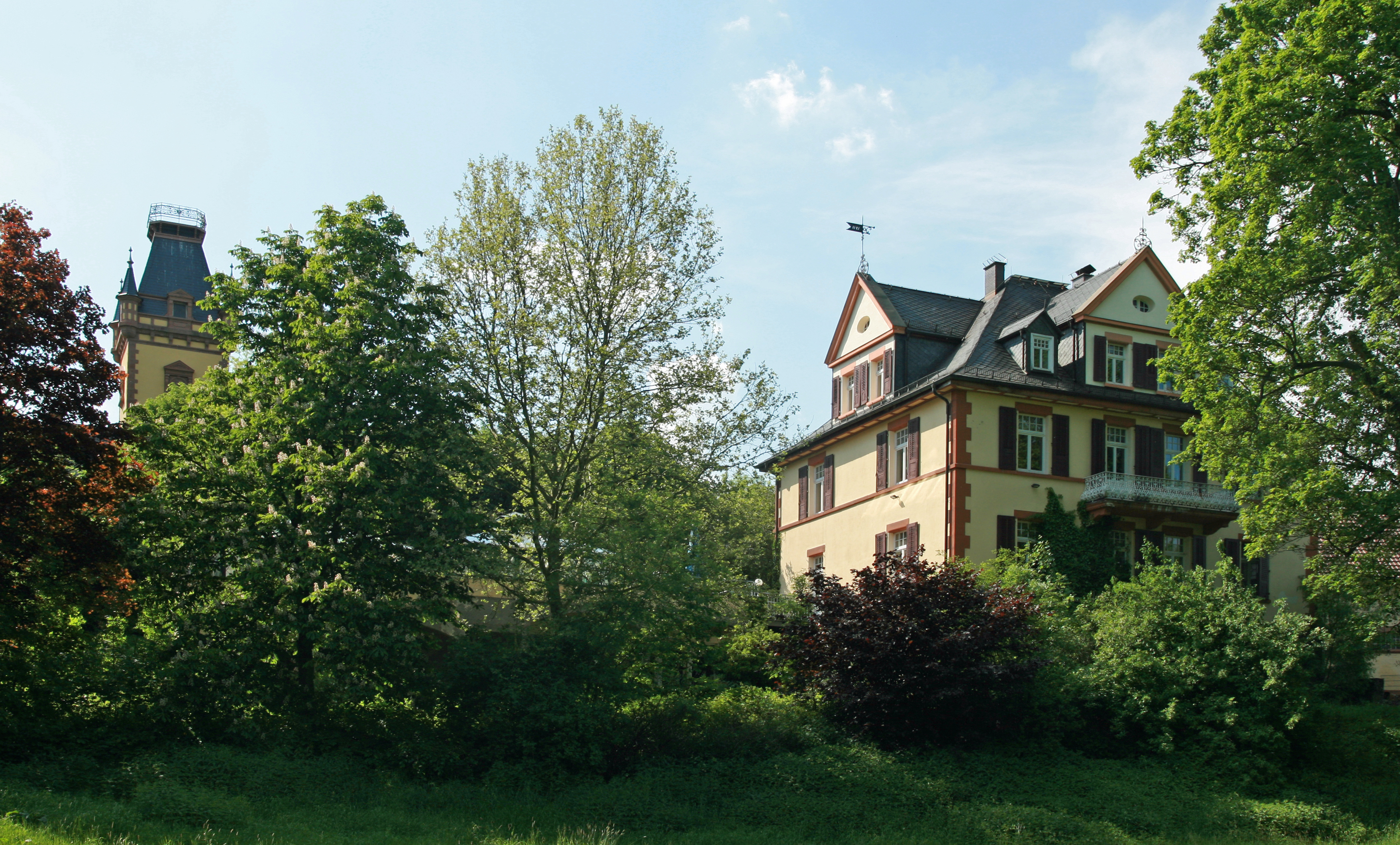
Schloss Sickendorf von Osten

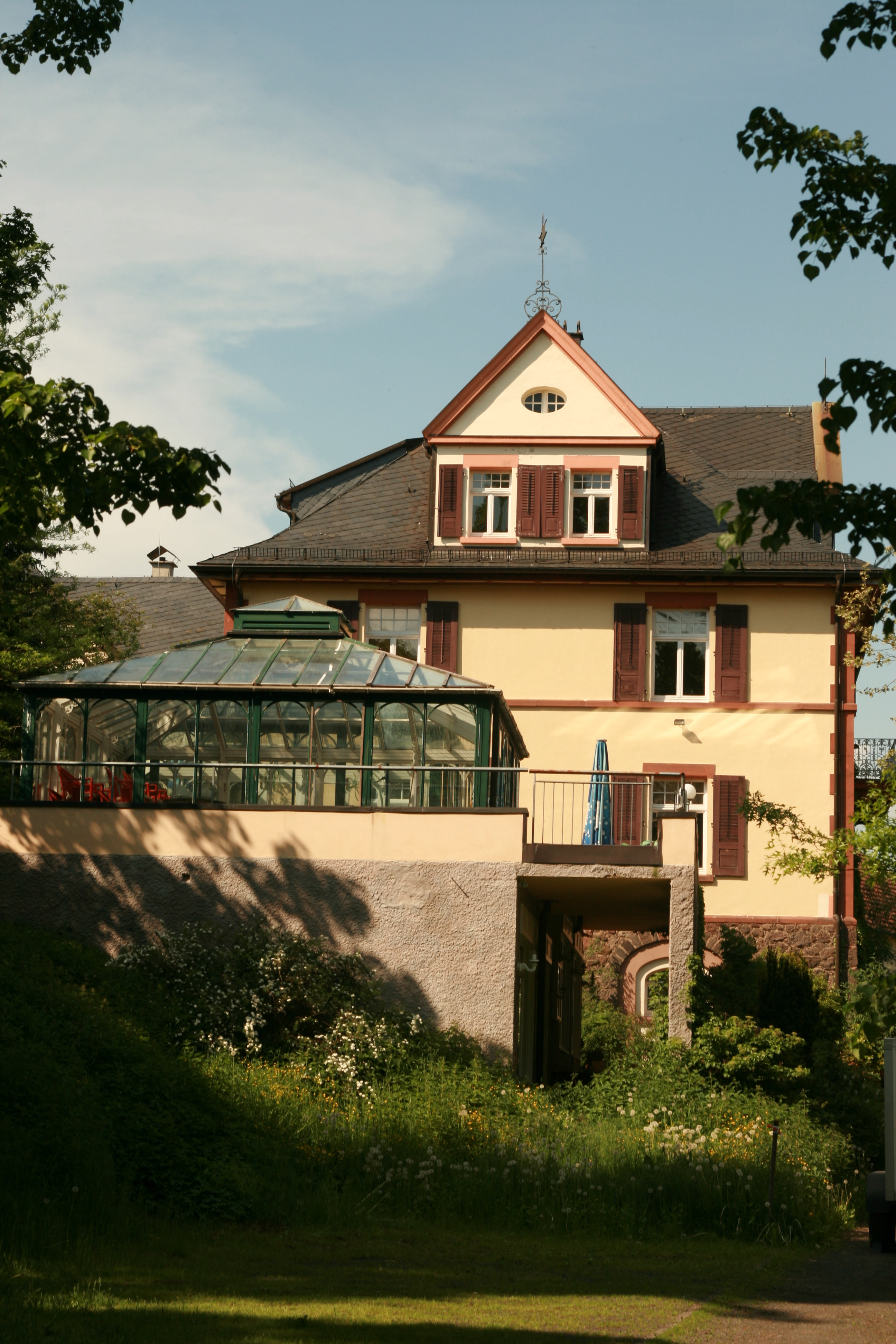
Schloss Sickendorf von Süden

Das Schloss Sickendorf ist ein Schloss in Sickendorf (Hofstraße 14), einem Ortsteil der Stadt Lauterbach im Vogelsbergkreis in Hessen.

## Geschichte
Bereits im 15. Jahrhundert existierte in Sickendorf ein Lehnshof der Familie Riedesel. An dessen Stelle wurde für Baron Albrecht Georg Karl Woldemar Riedesel ein Neubau errichtet, der 1882 abbrannte. Das neue Schloss wurde 1884 bis 1887 nach Plänen des Architekten Albert Petersen aus Altona erbaut.

## Baubeschreibung
Der querrechteckige, zweigeschossige Schlossbau trägt ein verschiefertes Walmdach und zeigt übergiebelte Risalite, einen polygonalen Eckerker mit Kuppeldach und teilweise jüngere An- und Vorbauten. Ein Rundturm mit Kegeldach findet sich an der Nord- und ein Wintergarten von 1905 an der Ostseite. In der dem Park zugewandten Südostecke befinden sich ein bergfriedartiger vierseitiger Turm mit verschiefertem Dach und vier Wichhäuschen.
Das ursprünglich verklinkerte Haus, mit Eckquaderungen, Fenster- und Türgewänden und reich gestalteten Gesimsen aus Sandstein in Formen der Neorenaissance, wurde 1911 verputzt. Das Haus mit prächtiger historistischer Innenausstattung zeigt besonders im Treppenhaus farbig verglaste Fenster.
Südlich des Hofgutes wurde gleichzeitig mit dem Schlossbau durch die Firma Siesmayer aus Frankfurt am Main ein  115.000 Quadratmeter großer Schlosspark in englischer Manier angelegt. Ein Denkmal aus Tuffstein-Bossenquadern mit Eisernem Kreuz am Teich, gestiftet von Lazarettinsassen Ende des Ersten Weltkrieges ist ihren Gastgebern Gertrud und Albrecht Riedesel gewidmet.

## Heutige Nutzung
Nach dem Aussterben der Sickendorfer Linie derer von Riedesel wurde das Schloss mehrfach verkauft. Seit 2008 beim heutigen Besitzer ist das Schloss in Privatbesitz und wird schrittweise saniert. Das Schloss und der dazugehörige Park sind Kulturdenkmäler aus geschichtlichen und künstlerischen Gründen.

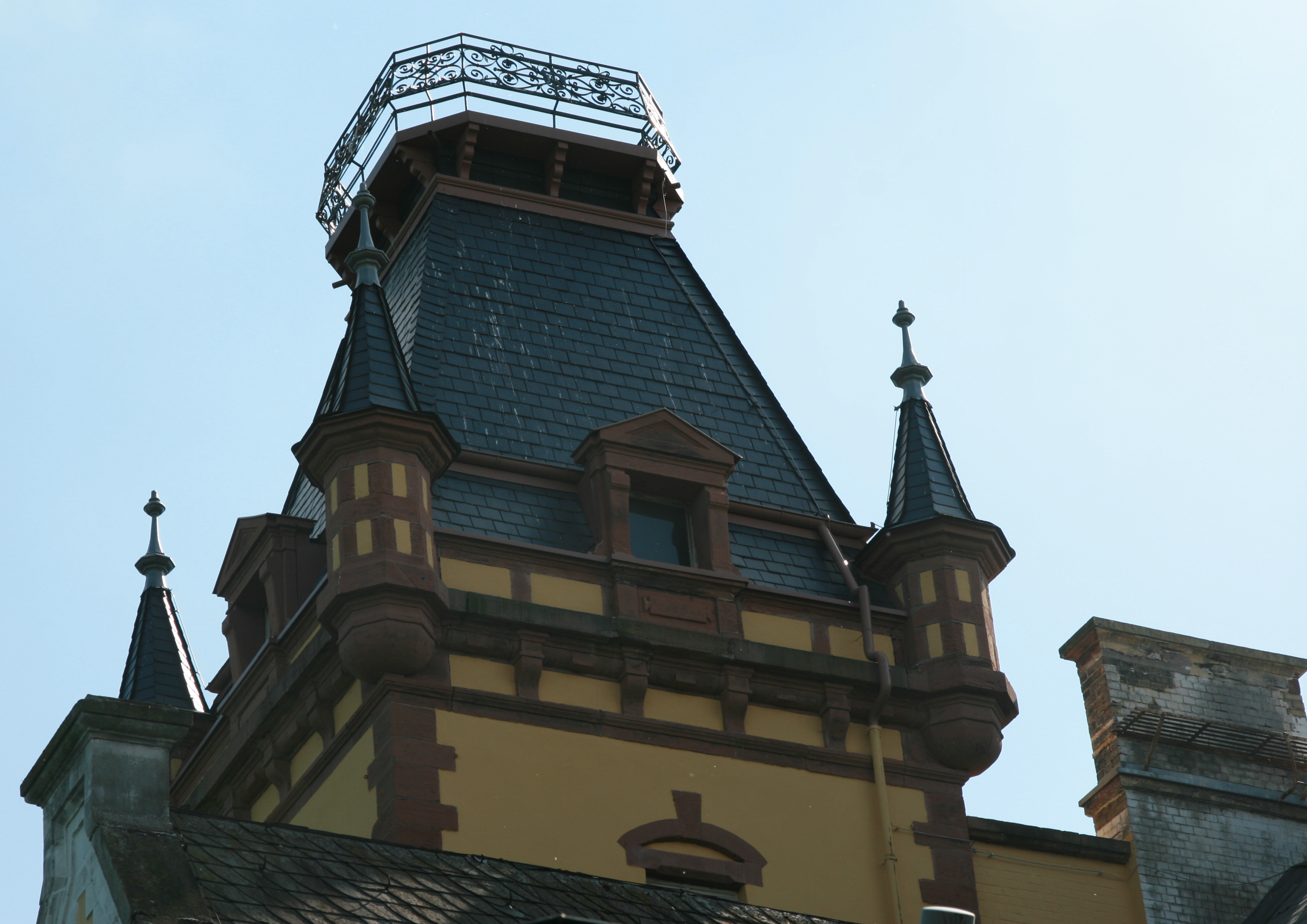
Der Turm von Schloss Sickendorf
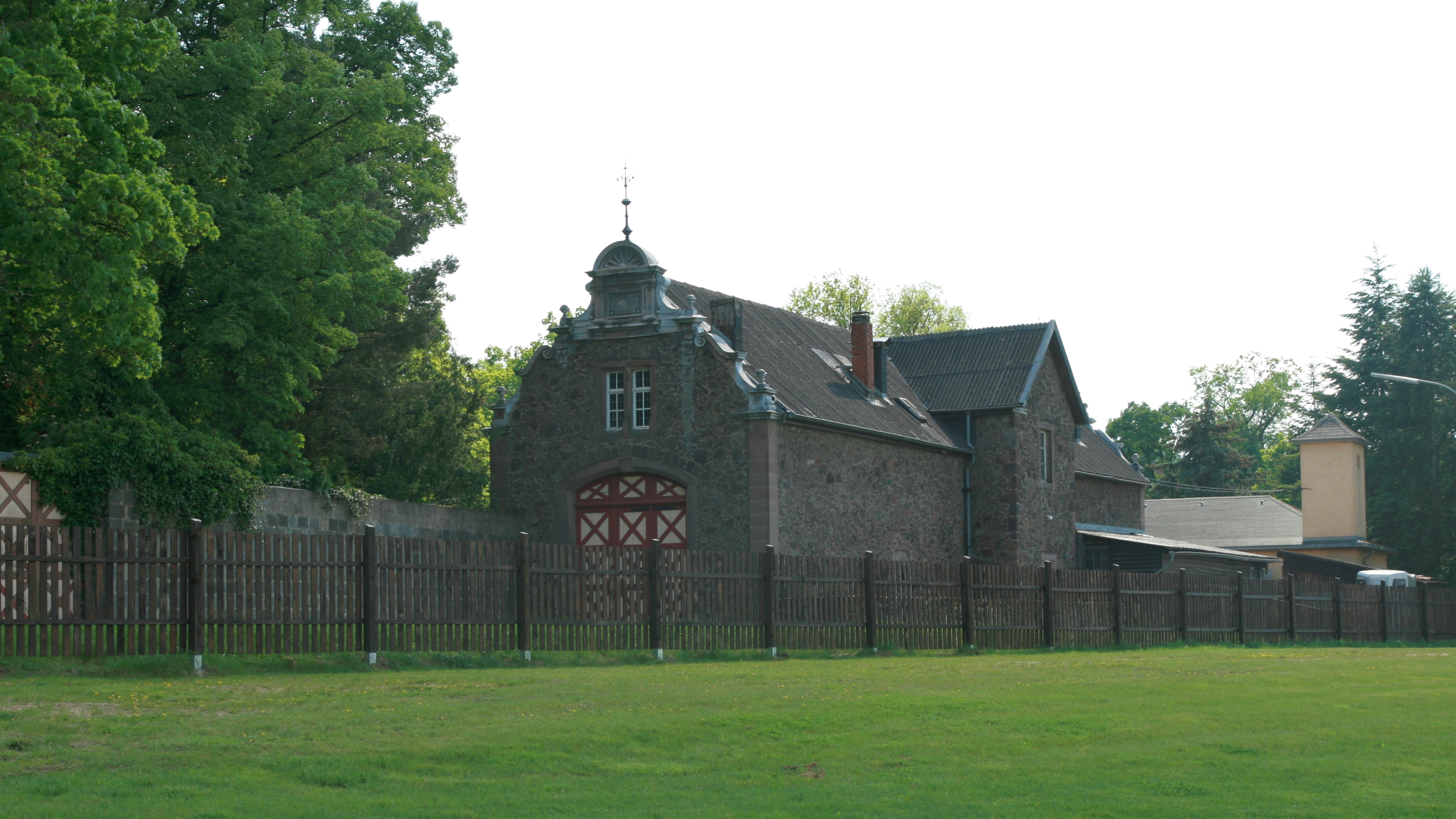
Schloss Sickendorf
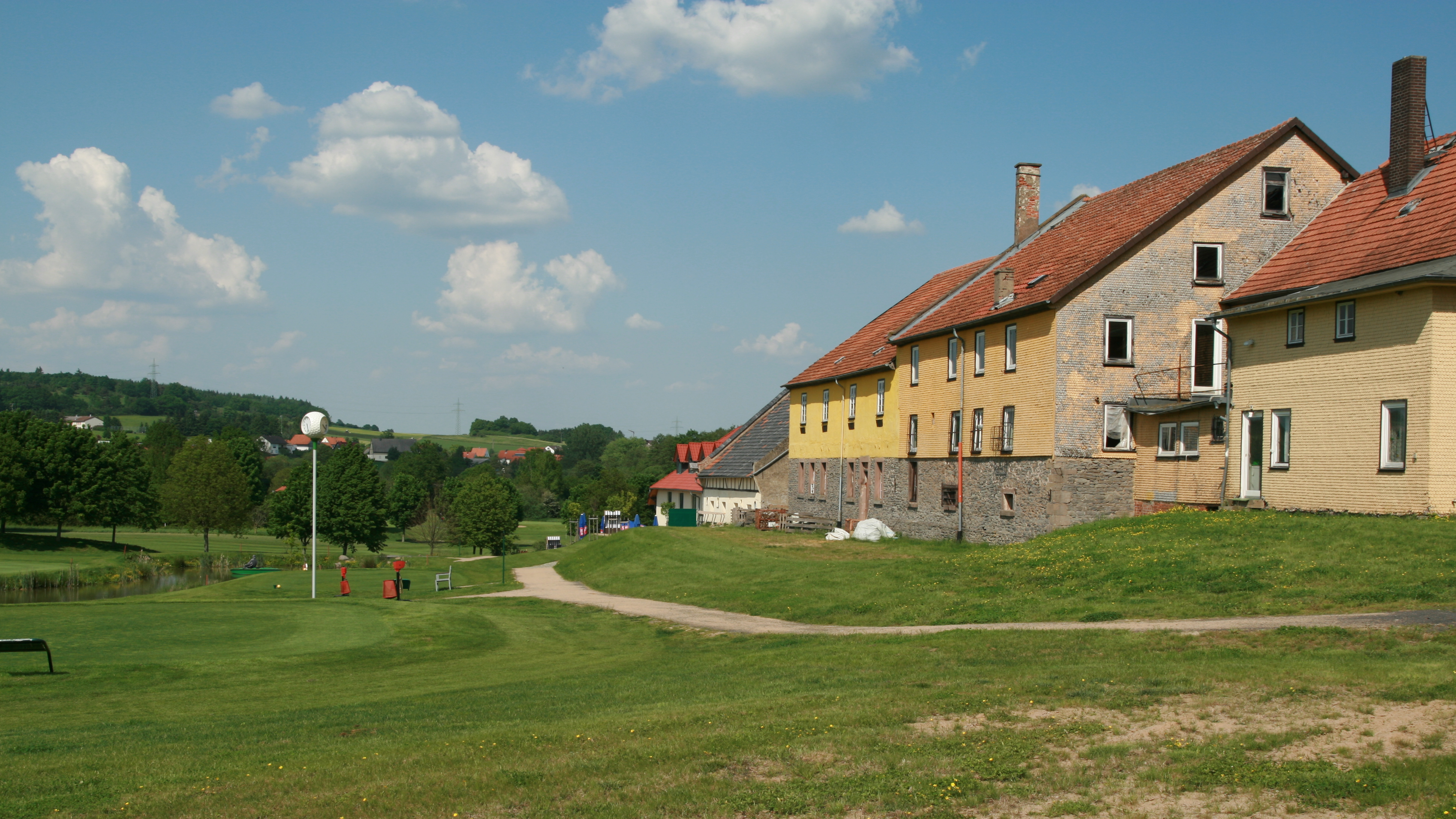
Das Hofgut von Schloss Sickendorf, Sitz des Golfparks Schlossgut Sickendorf